# Tubero
Tubero ("zwellen") was in het Romeinse Rijk een cognomen van een tak van de gens Aelia.
Personen met dit cognomen zijn:
- Quintus Aelius Tubero (filosoof)
- Quintus Aelius Tubero (historicus)
- Quintus Aelius Tubero (consul), Romeins consul in 11 v Chr.; zoon van de historicus